# Sport zespołowy

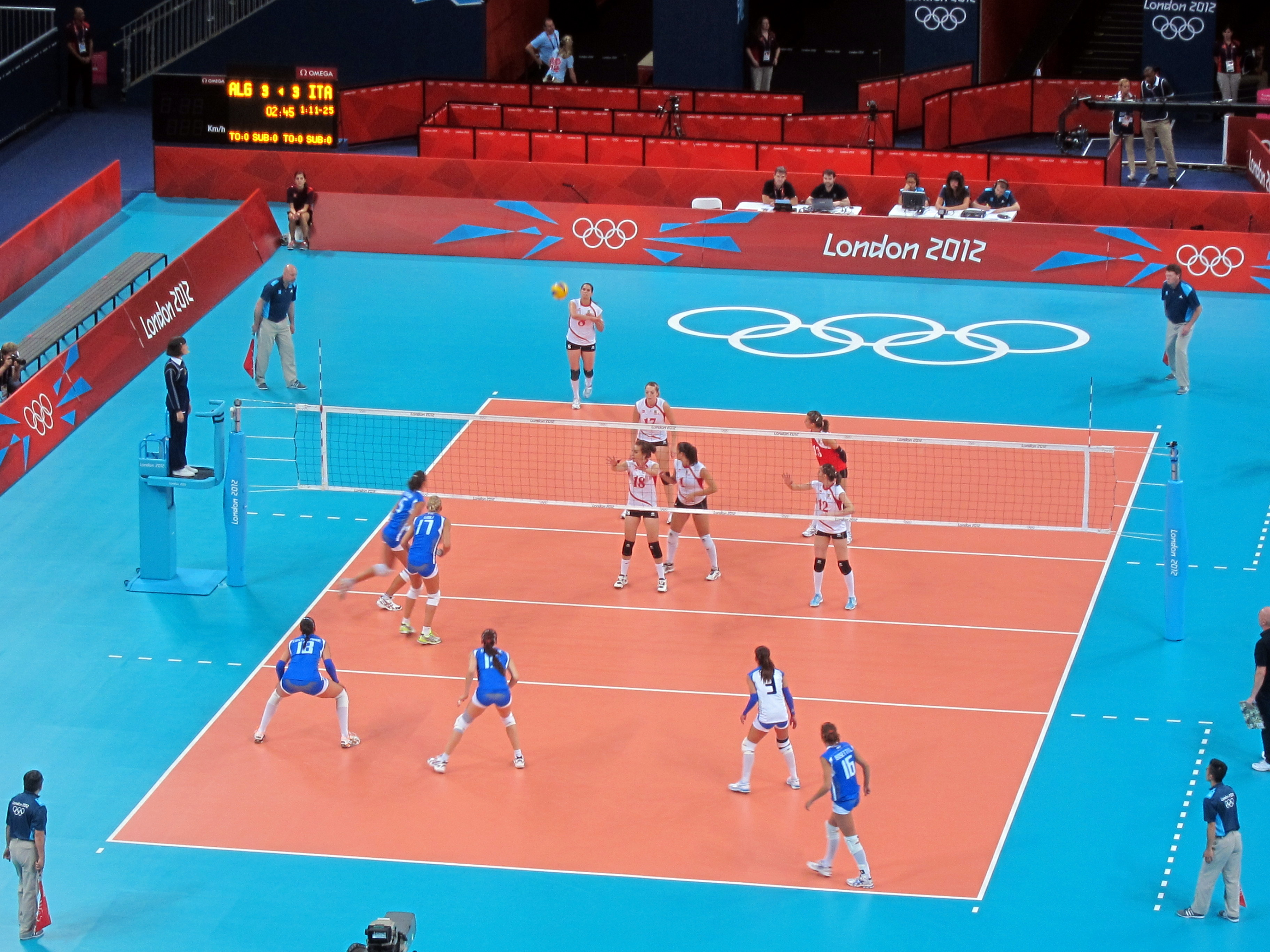
Mecz siatkówki, przykład gry zespołowej

Sport zespołowy (gra zespołowa) – każdy sport, w którym gracze współpracują dla osiągnięcia wspólnego celu. Niektóre sporty zespołowe są rozgrywane między przeciwnymi drużynami, w których gracze współdziałają bezpośrednio i jednocześnie dla osiągnięcia celu. Cel najczęściej dotyczy ułatwienia przemieszczenia piłki lub podobnego przedmiotu zgodnie z regułami, aby zyskać punkty.
Inne typy sportów zespołowych nie są związane z przemieszczaniem piłki, np. pływanie, wioślarstwo, żeglarstwo, wyścigi smoczych łodzi także są sportami zespołowymi.
W jeszcze innych rodzajach sportów zespołowych może nie być przeciwnej drużyny albo zdobywania punktów, np. alpinizm. Zamiast punktów, relatywna trudność wspinaczki lub dystans jest miarą osiągnięcia.

## Lista głównych sportów zespołowych

### Dyscypliny olimpijskie
- bobsleje
- curling
- koszykówka
- koszykówka 3x3
- piłka nożna
- piłka siatkowa
- piłka ręczna
- piłka wodna
- hokej na lodzie
- hokej na trawie
- rugby 7
- piłka siatkowa plażowa

### Dyscypliny nieolimpijskie
- bandy
- fistball
- futbol flagowy
- futsal
- halowy hokej na trawie
- hokej in-line
- hokej na rolkach
- hokejball
- kajak-polo
- kinball
- korfball
- netball
- paintball
- piłka nożna plażowa
- piłka ręczna plażowa
- polo
- quidditch
- ringette
- ringo
- rollball
- roller derby
- rugby league
- rugby union
- sepak Takraw
- softball
- street hockey
- tchoukball
- ultimate
- unihokej

### Dyscypliny narodowe
- baseball
- futbol amerykański
- futbol australijski
- futbol irlandzki
- futbol kanadyjski
- hurling
- kabaddi
- krykiet
- lacrosse

### Sporty niepełnosprawnych
- amp futbol
- curling na wózkach
- goalball
- hokej na lodzie na siedząco
- koszykówka na wózkach
- piłka nożna osób niewidomych
- piłka nożna osób z porażeniem mózgowym
- piłka ręczna na wózkach
- rugby na wózkach
- siatkówka na siedząco